# Kjell Askildsen
Kjell Askildsen (Mandal, 30 settembre 1929 – 23 settembre 2021) è stato uno scrittore norvegese, vincitore di diversi premi, tra i quali il Norske Kritikerprisen for litteratur or Kritikerprisen e il "Piccolo Nobel". Di lui sono noti soprattutto i racconti minimalisti. Quando esordì come scrittore, fece scalpore, a Mandal, l'attenzione che poneva sulla sessualità.
Figlio di un missionario luterano poi imprigionato due volte dai nazisti prima di fuggire, nel 1944, in Svezia, i suoi due fratelli più grandi furono detenuti nel campo di concentramento di Grini. Così, dopo la guerra, Askildsen partì per Hannover con la Brigata indipendente norvegese che si proponeva di aiutare l'esercito britannico nell'occupazione.